# Навицкас, Кястутис
Кястутис Навицкас (лит. Kęstutis Navickas;род. 13 июня 1970, Каунас) — литовский эколог и защитник памятников, государственный деятель, министр окружающей среды (2016—2018), министр сельского хозяйства (с 2020 года).

## Биография
Родился 13 июня 1970 года в Каунасе. Там же учился в средней школе № 25, затем в 1988 году окончил профессионально-техническое училище № 40 по специальности электромеханик. По приглашению преподавателя столярного дела вступил в молодёжный туристический клуб «Сакалас», с которым путешествовал на Кавказ, в Горный Алтай, в Карелию, по пустыне Каракумы.
В 1988 году вступил в Каунасский молодёжный клуб охраны памятников «Атгаджа», реорганизованный затем в ассоциацию.
В 1989—1991 годах инструктор Каунасского туристического клуба. В 1991—1992 годах руководитель школы народных ремесел в Вилькии.
В 1992—1995 годах государственный инспектор Каунасского городского отдела Департамента культурного наследия, где занимался охраной археологического и военно-исторического наследия города. В 1995—1998 годах председатель неправительственной ассоциации «Атгаджа».
В 1999 году окончил бакалавриат исторического факультета Вильнюсского университета. В 2009 году получил степень магистра по управлению и администрированию устойчивого развития в Университете Миколаса Ромериса.
В 1998—2006 годах директор литовского отделения международной организации «Региональный экологический центр Центральной и Восточной Европы». С 2006 года — эксперт по устойчивому развитию и заместитель директора международной неправительственной организации «Балтийский экологический форум».
В 2016—2018 годах — министр окружающей среды в правительстве Саулюса Сквернялиса.
В 2019—2020 годах заместитель руководителя отдела развития и исследований ООО «Wind Projects».
С 2020 года — министр сельского хозяйства. С 2023 года — депутат Сейма (Союз Отечества — Литовские христианские демократы, получил мандат сложившего свои полномочия Миколаса Маяускаса).